# Piana di Vezzena
La Piana di Vézzena (Vesen in cimbro) - detta anche più semplicemente Vézzena - è un vasto pianoro montuoso di circa 1700 ha (17 kmq) situato nella parte nord-ovest dell'Altopiano dei Sette Comuni, nella Regione Trentino-Alto Adige (al confine con la Provincia di Vicenza). A nord è delimitata dal comune di Levico Terme (comune al quale la piana appartiene attualmente), a est è delimitata dal comune di Asiago, a sud dai comuni di Rotzo (comune un tempo di appartenenza) e da Luserna, e a ovest dai comuni di Lavarone e Caldonazzo.
L'unico limite ben definito della Piana di Vezzena è costituito dai rilievi nella sua parte settentrionale, a precipizio sulla Valsugana. Raggiunge la sua massima altezza con la Cima Vezzena (1.908 m).

## Classificazione
La SOIUSA classifica, all'interno del sistema alpino, la Piana di Vezzena al seguente modo:
- Grande parte = Alpi Orientali
- Grande settore = Alpi Sud-orientali
- Sezione = Prealpi Venete
- Sottosezione = Prealpi Vicentine
- Supergruppo = Gruppo degli Altipiani
- Gruppo = Altopiano di Asiago
- Sottogruppo = Dorsale Portule-Vezzena
- Codice = II/C-32.I-A.3.a

## Storia

Un'immagine d'epoca della chiesa dedicata a Santa Zita. Davanti era posto uno dei Cimiteri di guerra dell'Altopiano dei Sette Comuni.

Fino al 1605 la piana di Vezzena apparteneva all'antica Federazione dei Sette Comuni (precisamente all'attuale comune di Rotzo); dopo tale data invece, cioè a seguito del Congresso di Rovereto (una delle tappe più significative del lento e faticoso processo che tra XVI e XVIII secolo ha plasmato la fisionomia del confine tra Repubblica di Venezia, principato vescovile di Trento e contea del Tirolo sulle montagne del vicentino; percorso diplomatico, anzitutto, reso necessario dalle ripercussioni e dalle connotazioni locali dei conflitti retico-veneti del 1487 prima, del 1508 e della Lega di Cambrai poi e che sarebbe tuttavia riduttivo riferire alla sola dimensione interstatuale), Vezzena passò in territorio trentino e il nuovo confine dei Sette Comuni si spostò più ad est, in prossimità dell'Osteria del Termine. Negli anni successivi, vi fu un tentativo da parte del comune di Roana (uno dei comuni appartenenti all'Altopiano di Asiago), di riacquistare la piana, tramite una trattativa con il comune di Levico Terme, comune attualmente gestore di tale passo, per riunirla all'antica Federazione dei Sette Comuni, tentativo che però, anche se per poco, non ebbe successo.
Dopo il 1866, quando cioè la Federazione dei Sette Comuni venne annessa al Regno d'Italia, la piana segnava il confine fra il Regno d'Italia stesso e l'Impero austro-ungarico, pertanto tutta la zona è stata fortemente interessata dagli eventi della prima guerra mondiale. Nei pressi della piana sorgono due fortezze austroungariche tuttora presenti anche se completamente in rovina: lo Spitz Verle e il Forte Verle.

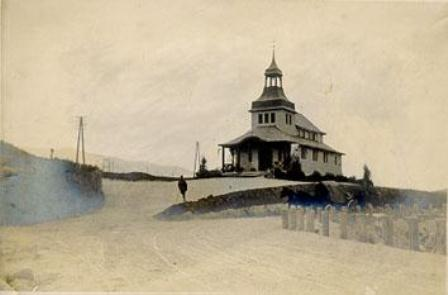
Un'altra immagine della chiesetta costruita dai soldati austroungarici.

Nel 2008 gli Alpini hanno ricostruito nella piana la chiesetta dedicata a Santa Zita (così denominata in onore dell'imperatrice Zita di Borbone-Parma), costruita dagli austriaci nel 1917 ed eretta sui resti di una precedente cappella alpina del 1660 dedicata a San Giovanni. Antistante la chiesetta (inaugurata il 15 agosto 1917 alla presenza dell'imperatore Carlo d'Asburgo) si trovava un tempo uno dei 41 Cimiteri di guerra dell'Altopiano dei Sette Comuni.

## Territorio
La Piana di Vezzena si trova principalmente nel territorio del Comune di Levico Terme (TN). È caratterizzata da ampie distese pascolive contraddistinte da ondulazioni costellate di buche dovute ai bombardamenti della Prima Guerra Mondiale. Le distese pascolive nel periodo invernale si trasformano in un comprensorio per la pratica dello sci nordico. Nei pressi della piana è altresì praticato lo sci alpino, in località Rivetta. La Piana è attraversata dal solco della Val d'Assa.

L'omonimo passo mette in collegamento Trento con Asiago.
Tipica della zona è la produzione del formaggio Vezzena. È zona di produzione anche del formaggio Asiago.